# Lucía Topolansky
Lucía Topolansky Saavedra, née le 25 septembre 1944 à Montevideo, est une agricultrice et femme d'État uruguayenne, membre du Mouvement de libération nationale - Tupamaros (MLN-T) et du Mouvement de participation populaire (MPP), qui font partie de la coalition de gauche du Front large. 
Conjointe et épouse de José Mujica entre 1967 et 2025, elle est députée de 2000 à 2005, Première dame de l'Uruguay de 2010 à 2015, sénatrice de 2005 à 2017 et à nouveau entre 2020 et 2022, ainsi que vice-présidente de la République de 2017 à 2020.

## Biographie

### Des études à la prison
Avec sa sœur jumelle, Lucía Topolansky est la cadette d'une famille de sept enfants. Elle fait ses études au collège du Sacré-Cœur des sœurs dominicaines et passe son bac à l'Institut Alfredo Vásquez Acevedo. Elle entre ensuite à la faculté d'architecture de l'Université de la République, mais abandonne ses études en 1969. 
Topolansky milite alors à l'université, participant aux actions du père Uberfil Monzón. En 1967, elle rejoint avec sa sœur jumelle le Mouvement de libération nationale - Tupamaros (MLN-T), groupe guérillero au sein duquel elle rencontre José Mujica, dont elle devient la compagne, et avec qui elle se marie en 2005. Elle est arrêtée en 1970, mais parvient à s'évader quelques mois plus tard. En 1972, elle est arrêtée de nouveau, incarcérée et torturée pendant toute la durée de la dictature, jusqu'à l'amnistie de 1985.

### La transition démocratique: du MPP au Sénat
Après 1985, Lucía Topolansky participe à la fondation du Mouvement de participation populaire (MPP) avec d'autres camarades Tupamaros. Celui-ci s'intègre dès 1989 au Front large, tandis que Topolansky est élue à la direction nationale du MPP. En 1995, elle est élue en tant que suppléante à l'Assemblée départementale de Montevideo. Cinq ans plus tard, elle est élue députée du MLN-T/MPP sur les listes de l'Espace 609, en tant que suppléante de Jorge Quartino. Elle devient députée à la mort de Quartino.
Aux élections de 2004, elle est tête de la liste 609 du MPP pour les législatives, et élue députée, le MPP devenant alors la première force politique du Front large, qui accède lui-même au gouvernement avec Tabaré Vázquez, membre du PS). Par ailleurs, elle est aussi simultanément élue en tant que suppléante de José Mujica, lui-même élu sénateur. Aussi, lorsque celui-ci est nommé ministre de l'Agriculture du gouvernement Vázquez, en mars 2005, elle entre au Sénat, où elle intègre les commissions de la science et des technologies, de l'agriculture, du logement et de l'aménagement du territoire.
Aux élections générales du 25 octobre 2009, Lucía Topolansky est la tête de liste de l'Espace 609, étant élue sénatrice sur la liste qui a obtenu le plus de voix parmi toutes les listes du pays, ce qui lui vaudra, le 15 février 2010, de présider la cérémonie ouvrant la nouvelle législature. Son mari, José Mujica, est quant à lui élu président de la République en novembre 2009. Elle est ainsi Première dame du pays entre 2010 et 2015.

### Vice-présidente de la République
Le 13 septembre 2017, après la démission de Raúl Sendic, elle est élue vice-présidente du pays par l'Assemblée générale.
Elle est de nouveau élue sénatrice lors des élections générales de novembre 2019 et commence son mandat le 15 février 2020.